# Parafia Wniebowzięcia Najświętszej Maryi Panny w Zagórzu

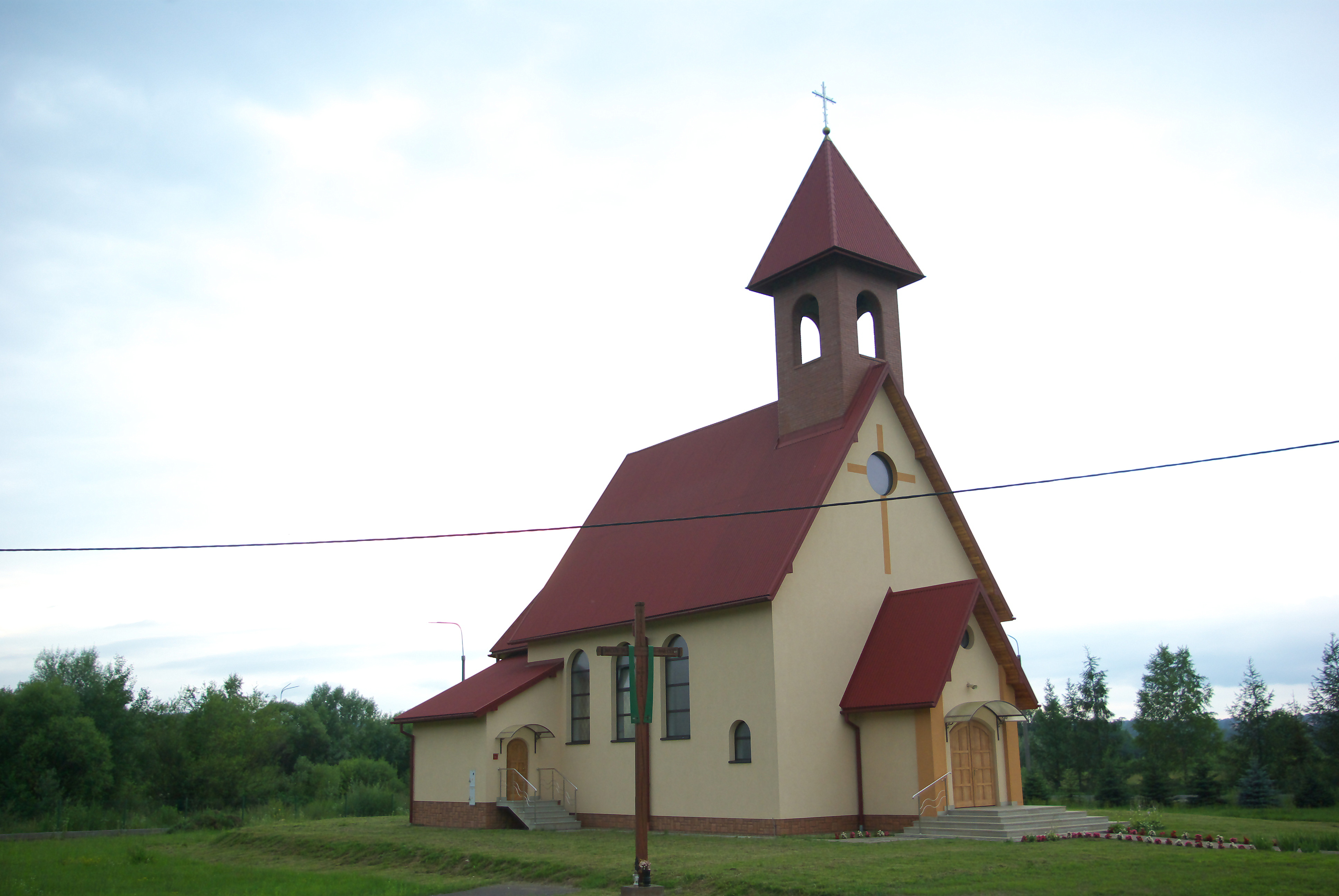
Kościół filialny pw. Miłosierdzia Bożego w Zasławiu

Parafia Wniebowzięcia Najświętszej Maryi Panny w Zagórzu (łac. Parochia Ritus Latini In Zagórz) – parafia rzymskokatolicka pod wezwaniem Wniebowzięcia Najświętszej Maryi Panny w Zagórzu należąca do dekanatu Sanok II w archidiecezji przemyskiej.

## Historia
Według legendy w 1343 roku król Kazimierz Wielki ufundował gotycką kaplicę. W 1697 roku ks. Piotr Głoski z Poraża ufundował prebendę w Zagórzu. W 1700 roku Jan Franciszek Stadnicki ufundował kościół i klasztor oo. Karmelitów Bosych, a w 1714 roku przybyli pierwsi zakonnicy. W 1724 roku kasztelan biecki Piotr Stadnicki powiększył jej uposażenie prebendy. W 1730 roku ukończono budowę klasztoru Karmelitów.
W 1750 roku bp Wacław Hieronim Sierakowski na prośbę Józefa z Tęczyna Ossolińskiego i jego żony Teresy ze Stadnickich ustanowił w Zagórzu parafię, do której od początku należały: Zagórz, Wielopole i Zasław. Parafia powstała z wydzielonego terytorium parafii w Porażu.
Kaplica później została rozbudowana, a w 1754 roku bp Wacław Hieronim Sierakowski, dokonał konsekracji kościoła. W 1911 roku kościół został zniszczony przez pożar. W kościele od XV wieku znajduje się łaskami słynący obraz Zwiastowania Najświętszej Maryi Panny. 
14 kwietnia 1940 roku ks. kan. Władysław Wójcik został aresztowany przez Gestapo.
W 1990 roku z parafii zagórskiej wydzielono nową parafię pw. św. Józefa Robotnika w Nowym Zagórzu. 
Od 2003 parafia wydaje własny miesięcznik Verbum. W parafii działają: Parafialna Rada Duszpasterska, ministranci, lektorzy, schola oraz chór młodzieżowy. 1 lipca 2007 roku w kościele ustanowiono sanktuarium, a obraz Matki Bożej Zagórskiej otrzymał tytuł Matki Nowego Życia i został ukoronowany koronami papieskimi. 
Na terenie parafii jest 2 410 wiernych.
Proboszczowie parafii:
1750–1755 ks. Józef Skarbiński.
1755–1756 ks. Wojciech Błantowski (prebendarz).
1756–1772 ks. Michał Ekiert.
1786–1801 ks. Jan Rusinkiewicz.
1802–1805 ks. Jan Kanty Jajewicz.
1806–1823 ks. Jakub Panasiewicz.
1825–1828 o. Leonard Umański (karmelita).
1829–1833 ks. Alejzy Haas.
1833–1863 ks. Ludwik Jamrugiewicz.
1863–1869 ks. Ludwik Jastrzębski.
1876–1881 ks. Andrzej Gardziel.
1869–1876 ks. Jan Biega.
1881–1903 ks. Jan Jayko.
1904–1908 ks. Szczepan Fus.
1908–1923 ks. Jan Lewkowicz.
1923–1940 ks. kan. Władysław Wójcik.
1940–1965 ks. Adam Fuksa.
1965–1995 ks. Józef Winnicki.
1995–1999 ks. Adam Michalski.
1999–2021 ks. Józef Kasiak, obecnie kustosz Sanktuarium .
2021– nadal ks. Grzegorz Kolano.

### Własność parafii
- Kościół parafialny  Osobny artykuł: Kościół Wniebowzięcia Najświętszej Maryi Panny w Zagórzu.
- Dom Zakonny Sióstr Służebniczek Starowiejskich
- Przedszkole Niepubliczne im. Edmunda Bojanowskiego
- Budynek plebanii wraz z zabudowaniami gospodarczymi położony na rozległej działce
- Dom Opieki im. św. Brata Alberta - (wspólna inicjatywa z Gminą Zagórz)
- Cmentarze grzebalne:
  - Nieistniejący cmentarz, umiejscowiony wokół kościoła; upamiętnia go tablica pamiątkowa
  - Stary Cmentarz
  - Nowy Cmentarz przy ulicy Stefana Batorego

## Zasięg parafii
Teren parafii obejmuje ulice: Asnyka, Batorego, Błonie, Bieszczadzka, Brzegowa, Daleka, Dolna, Dojazdowa, Drobiazg, Dworska, Dzika, Fabryczna, Filtrowa, Gronowa, Gubrynowicza, Kaczkowskiego, Klasztorna, Kolberga, Kolejowa, Konarskiego, Końcowa, Kopalniana, Kręta, Krótka, Leśna, Letnia, Ludowa, Łamana, Łąkowa, Łowiecka, Łozowa, Miarki, Mickiewicza, Miodowa, Młynarska, Niecała, Nieduża, Nowa, Ogrodowa, Orzeszkowej, Piłsudskiego, Plac Obrońców Węzła Zagórskiego, Pocztowa, Pola, Pospolita, Romantyczna, Rzeczna, Rzemieślnicza, Sadowa, Sanowa, Składowa, Słoneczna, Słowackiego, Słowicza, Spółdzielcza, Szeroka, Szkolna, Ukośna, Urocza, Wesoła, Wiejska, Wodna, Wspólna, Zamkowa, Zielona, Złota, Żółkiewskiego.